# Західноєвропейська платформа
Західноєвропейська платформа є зруйнованою герцинською складчастою спорудою у фундаменті і мезозойським осадовим чохлом. 

## Загальний опис
Платформа заходить вузьким «язиком» у межі Західної України і занурюється під товщу порід Передкарпатського прогину. Подібна за формуванням до Скіфської плити.
Західноєвропейська платформа є монокліналлю півн.-східного падіння, яка в західній частині має назву Передсудетської, а в сході — Краківсько-Сілезької. Герцинський фундамент представлений дислокованими флішеподібними породами і ґраувакками ниж. карбону. Чохол платформи складений теригенно-уламковими породами карбону з прошарками вугілля, верхньо-кам'яновугільно-нижньопермськими породами. У покрівлі «червоного лежня» на Передсудетській монокліналі розташовані численні родов. газу. Вище залягає циклічно побудована верхньопермська теригенно-карбонатно-соленосна формація (цехштейн), в основі якої розвинені металоносні сланці з родов. руд міді. З породами цехштейна пов'язані родовища нафти, газоконденсату і газу, поклади калійних солей і ґаліту.

## Інтернет-ресурси
- ОДНА З НАЙДРЕВНІШИХ ДІЛЯНОК ЗЕМНОЇ КОРИ